# Эпштейн, Елизавета Ивановна
Елизавета Ивановна Эпштейн, урождённая Гефтер (27 февраля 1879 или 11 марта 1879, Житомир — 22 января 1956[…], Женева) — русская художница, ученица Василия Кандинского.

## Биография
Родилась в 1879 году в Житомире в зажиточной семье врача-венеролога Ивана Наумовича Гефтера, из обрусевших евреев. В дальнейшем с семьёй переехала в Москву, где её отец в середине 1890-х годов вёл приём пациентов в Здании торгового дома  «И. В. Юнкер и Ко» на Кузнецком мосту в самой фешенебельной части города. 
В Москве Елизавета увлеклась живописью и в 1895—1897 годах брала уроки у художника Леонида Пастернака, отца лауреата Нобелевской премии по литературе Бориса Пастернака.
Из Москвы Елизавета перебралась в Мюнхен, где в 1898 году вышла замуж за Мечислава Эпштейна — крещённого еврея из варшавской семьи банкиров, возведённой в Российской империи в дворянство. Пара имела единственного сына Александра (род. в 1898 году). В 1911 году супруги развелись. 
В Мюнхене Елизавета Эпштейн училась живописи у Антона Ажбе, Алексея Явленского и Василия Кандинского, поддерживала близкое знакомство с Марианной Верёвкиной. Около 1907 года Елизавета переехала в Париж, где выставляла свои работы на Осеннем салоне. 
Живя в Париже, Эпштейн продолжала общение с Василием Кандинским, Францем Марком, Робером Делоне, примыкала к художникам, входившим в Новое Мюнхенское художественное объединение и движение «Синий всадник», продолжала писать картины.
Скончалась в Женеве в 1958 году.